# Jennifer Grant

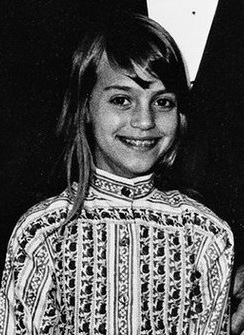
Jennifer Grant als Zehnjährige (1976)

Jennifer Diane Grant (* 26. Februar 1966 in Burbank, Los Angeles County, Kalifornien) ist eine US-amerikanische Schauspielerin. Sie ist das einzige Kind der Schauspieler Cary Grant und Dyan Cannon. 

## Leben
Grants Eltern, Cary Grant und Dyan Cannon, ließen sich scheiden, als sie zwei Jahre alt war. Jennifer Grant hatte ein enges Verhältnis zu ihrem Vater bis zu seinem Tod im Jahr 1986. Da ihr Vater nicht wünschte, dass sie Schauspielerin wurde, versuchte sie sich einige Jahre lang in anderen Berufen. Als Teenager war sie Babysitter, während ihrer Highschoolzeit und während einer Auszeit vom College arbeitete sie im Lager eines Geschäftes, als Kassiererin und als Kellnerin. Nach ihrem Abschluss in Amerikanistik an der Stanford University im Jahr 1987 arbeitet sie für eine Anwaltskanzlei und dann als Köchin in Wolfgang Pucks Spago Restaurant in Beverly Hills.
Als ihr Vater im Jahr 1986 starb, hinterließ er ihr die Hälfte seines Vermögens im Wert von einigen Millionen Dollar, die andere Hälfte erbte ihre Stiefmutter Barbara Harris Grant, zu der sie ein enges Verhältnis hat.

## Schauspielkarriere
Im Jahr 1993, sieben Jahre nach dem Tod ihres Vaters Cary Grant, hatte Jennifer Grant ihre erste Schauspielrolle in der Aaron-Spelling-Fernsehserie Beverly Hills, 90210, in der sie die wiederkehrende Rolle der Celeste Lundy spielte. Sie spielte Gastrollen in einer Vielzahl von Fernsehserien wie Time Trax – Zurück in die Zukunft und Friends und übernahm später einige Rollen in Kinofilmen. 1999 spielte sie eine Hauptrolle in der Sitcom Movie Stars.
2011 veröffentlichte sie ihre Memoiren unter dem Titel Good Stuff: a Reminiscence of My Father, Cary Grant. Good Stuff ist ein Porträt des Verhältnisses zu ihrem Vater, der 62 Jahre alt war, als sie geboren wurde und zwanzig Jahre später starb. Der Titel bezieht sich auf einen der Lieblingsausdrücke von Cary Grant, den er verwendete, wenn er mit Dingen einverstanden oder mit Situationen glücklich war.
Jennifer Grant war mit dem Fernsehregisseur und -produzenten Randy Zisk von 1993 bis 1996 verheiratet. Grant arbeitete ehrenamtlich als Schauspielerin und Mentorin für die Young Storytellers Foundation. 2008 brachte sie ihren Sohn Cary zur Welt, 2011 eine Tochter.

## Filmografie

### Filme
- 1996: Savage – Die Legende aus der Zukunft (Savage)
- 1996: Jahre der Zärtlichkeit – Die Geschichte geht weiter (The Evening Star)
- 1998: Erasable You
- 1998: My Engagement Party
- 2000: The View from the Swing
- 2005: Going Shopping
- 2005: Welcome to California
- 2007: Tödliches Geheimnis (My Daughter’s Secret)
- 2015: Little Loopers
- 2015: Ghost Squad
- 2015: Christmas Trade
- 2022: Babylon – Rausch der Ekstase (Babylon)

### Fernsehserien
- 1993: Moon over Miami (Fernsehserie, eine Folge)
- 1993–1994: Beverly Hills, 90210 (Fernsehserie, acht Folgen)
- 1994: Robins Club (Robin’s Hoods, Fernsehserie, eine Folge)
- 1994: Time Trax – Zurück in die Zukunft (Fernsehserie, eine Folge)
- 1995: Super Dave’s Vegas Spectacular (Fernsehserie)
- 1995: Friends
- 1997: Chicago Sons (Fernsehserie, eine Folge)
- 1997: Walker, Texas Ranger (Fernsehserie, eine Folge)
- 1997: Ellen (Fernsehserie, eine Folge)
- 1998: Das Kumpelnest (Guys Like Us, Fernsehserie, eine Folge)
- 1999–2000: Movie Stars (Fernsehserie, 21 Folgen)
- 2006: CSI: Den Tätern auf der Spur (CSI: Crime Scene Investigation, Fernsehserie, eine Folge)

## Publikation
- Good Stuff: A Reminiscence of My Father, Cary Grant. Knopf, 2011, ISBN 978-0307267108.